# Francis Collins
Francis Collins (14. března 1950 Staunton, Virginie, USA) je americký genetik, který vedl Projekt lidského genomu.

## Život
Francis Collins je znám zvláště v USA pro svoji křesťanskou víru a pro svoji vizi vědy, kterou považuje za „příležitost k modlitbě“, jak to napsal ve své knize The Language of God (Boží řeč).
V této knize rozvíjí perspektivu, která též definuje činnost nadace BioLogos, která hledá smíření mezi vědeckou aktivitou a duchovními hodnotami, ukazující absenci rozporu mezi vírou a vědou.
V roce 2009 byl papežem Benediktem XVI. jmenován členem Papežské akademie věd, a v roce 2020 mu byla udělena Templetonova cena.

## Dílo
- COLLINS, Francis S. Boží řeč: vědec předkládá důkazy ve prospěch víry. Vyd. 1. V Praze: Columbus, 2012. 279 s. Přeložil Zdeněk Hajník ISBN 978-80-87588-10-9.
- COLLINS, Francis S. Řeč života: DNA a revoluce v personalizované medicíně. Praha: Academia, 2012. ISBN 978-80-200-2161-8.

## Vyznamenání
- Cena kněžny asturské (2001)
- Prezidentská medaile svobody (2007)